# Pedro de las Cuevas
Pedro de las Cuevas (Madrid, 1568 – Madrid, 1635) è stato un pittore spagnolo.
Stando alle testimonianze di Antonio Palomino, ha dipinto più per collezionisti privati che per edifici pubblici. Ha ottenuto, comunque, più celebrità dalla sua scuola piuttosto che dal suo stesso lavoro. Alcuni dei più rilevanti pittori del tempo, come Josef Leonardo, Antonio Pereda, Antonio Anias e Juan Careño sono stati educati nella sua scuola, la Escuela de Madrid, che è ricordata per il suo straordinario uso del colore.